# 约翰·弗里德里希·赫尔巴特

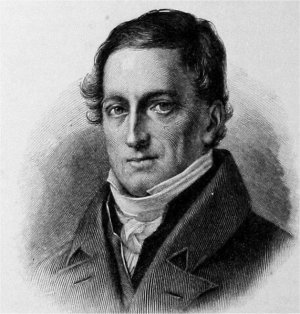
赫爾巴特

约翰·弗里德里希·赫尔巴特（1776年5月4日—1841年8月14日）是19世纪德国哲学家、心理学家，科学教育学的奠基人。

## 生平
1776年，赫尔巴特出生在奧爾登堡的一个司法官家庭。在耶拿师从费希特学习哲学， 1805年在哥廷根开始讲授哲学，1809年去柯尼斯堡接任该校康德哲学教席，在那里他创办了实验学校。1833年他回到哥廷根担任哲学教授直到去世。
被稱為近代教育學之父。他認為教育學應該奠基於心理學以及倫理學。主要思想：統覺論是新的知識必須建立在舊的經驗上。

## 哲学
五种道德观念（Musterbegriffe）：
1. 内心自由，个人意志与判断的关系；
2. 完善，多方面意志（强度、多样性和集中）的互相关系；
3. 仁慈，个人意志与他人思想之间的关系；
4. 正义，如果与他人发生实际冲突；
5. 公平，打算善或恶的后果。

## 教育
四段教學法：
1. 明瞭：使學生回憶舊經驗，作為學習新經驗的基礎；
2. 聯絡：提示新教材，使之與舊經驗相結合；
3. 系統：由類化作用，將新舊經驗融合成一新的系統；
4. 方法：將所學新系統知識運用在實際情況。

## 著作
以下是赫尔巴特最重要的著作：
- 《普通教育学》（1806年）
- 《Hauptpunkte der Metaphysik》（1808年）
- 《一般实践哲学》（1808年）
- 《哲学导论教科书》（1813年）
- 《心理学教科书》（1816年）
- 《作为科学的心理学》（1824年－1825年）
- 《一般形而上学》（1828年－1829年）
- 《教育学讲授纲要》（1835年）
- 《心理学研究》（1839年－1840年）
- 《心理学应用于教育科学》

在美国成立全国赫尔巴特教育科研学会。

有关赫尔巴特著作和理论的著作数量巨大:
- HA Fechner, Zur Kritik der Grundlagen von 赫尔巴特 Metaphysik (Leipzig, 1853)
- Julius Kaftan, Sollen und Sein in ihrem Verhältnis zueinander: eine Studie zur Kritik 赫尔巴特 (Leipzig, 1872)
- MW Drobisch, Über die Fortbildung der 哲学 durch 赫尔巴特 (Leipzig, 1876)
- KS Just, Die Fortbildung der Kantschen Ethik durch 赫尔巴特 (Eisenach, 1876)
- Christian Ufer, Vorschule der 赫尔巴特教育学 (1883; Eng. tr. by JC Zinser, 1895)
- G Közie, Die 教育学 Schule 赫尔巴特 und ihre Lehre (Gutersloh, 1889)
- L Strümpell, 赫尔巴特教育学体系 (Leipzig, 1894)
- J Christinger, 赫尔巴特 Erziehungslehre und ihre Fortbildner (Zurich, 1895)
- OH Lang, Outline of 赫尔巴特教育学 (1894)
- HM and E Felkin, 赫尔巴特的教育科学与实践导论 (1895)
- C de Garmo, 赫尔巴特和赫尔巴特ians (纽约, 1895)
- E Wagner, Die Praxis der 赫尔巴特ianer (Langensalza, 1897) and Vollständige Darstellung der Lehre 赫尔巴特 (ib., 899)
- J Adams, 赫尔巴特心理学应用于教育 (1897)
- FH Hayward, 赫尔巴特的学生 (1902)，赫尔巴特主义批判 (1903)，三位历史性教育家：裴斯泰洛齐、福禄贝尔、赫尔巴特 (1905), 赫尔巴特的秘密 (1907), 教育意义的赫尔巴特解释 (1907)
- W Kinkel, 赫尔巴特: sein Leben und seine 哲学 (1903)
- A Darroch, 赫尔巴特和赫尔巴特教育理论 (1903)
- CJ Dodd, 赫尔巴特教学原则导论 (1904)
- J Davidson, 赫尔巴特心理学和教育理论的哲学新解释 (1906)
- JM Baldwin, 心理学和哲学词典 (1901-1905).

本条目包含来自公有领域出版物的文本: Chisholm, Hugh (编).  (第11版). London: Cambridge University Press. 1911.